# علی برجسته
علی برجسته (۲۲ دی ۱۳۲۲ – ۳ فروردین ۱۴۰۱) بازیگر و تهیه‌کننده سینما اهل ایران بود.
وی برادر بزرگتر مرتضی برجسته، خواننده مشهور ایرانی ساکن آمریکا بود.
وی فعالیت هنری در سال ۱۳۴۶ با سرودن ترانه بهار برای غلامعلی روانبخش خوانندهٔ رادیو شروع کرد و سپس در سال ۱۳۴۷ با خواندن ترانه نور امید به جمع خوانندگان رادیو پیوست، وی بازیگری را نیز با حضور در فیلم زیر گنبد کبود آغاز کرد.

## نویسنده
- همکلاس (۱۳۸۰)

## تهیه‌کننده
- و خدا زن را آفرید (۱۳۹۱)
- کارد و پنیر (۱۳۸۸)
- راز گل شب‌بو (۱۳۷۲)
- جستجو در جزیره (۱۳۶۹)

## بازیگر
- کارد و پنیر (۱۳۸۸)
- در شب عروسی (۱۳۸۷)
- زن بدلی (۱۳۸۵)
- همکلاس (۱۳۸۰)
- دعوت به شام (۱۳۷۹)
- شور عشق (۱۳۷۹)
- شیرهای جوان (۱۳۷۸)
- غریبانه (۱۳۷۶)
- راز گل شب بو (۱۳۷۲)
- ضربه آخر (۱۳۷۲)
- تبعیدی‌ها (۱۳۷۰)
- خانه خلوت(۱۳۷۰)
- شتابزده (۱۳۷۰)
- جستجو در جزیره (۱۳۶۹)
- آخرین مهلت (۱۳۶۸)
- خواستگاری (۱۳۶۸)
- زیر بام‌های شهر (۱۳۶۸)
- کمین‌گاه (۱۳۶۶)
- پایگاه جهنمی (۱۳۶۳)
- عقاب‌ها (۱۳۶۳)
- مشت (۱۳۶۳)
- بالاش (۱۳۶۲)
- بازرس ویژه (۱۳۶۰)
- زیر گنبد کبود (۱۳۴۷)